# Lanmeur
Lanmeur is een gemeente in het Franse departement Finistère, in de regio Bretagne. De plaats maakt deel uit van het arrondissement Morlaix. Lanmeur telde op 1 januari 2022 2.367 inwoners.

## Geografie
De oppervlakte van Lanmeur bedroeg op 1 januari 2022 26,47 vierkante kilometer; de bevolkingsdichtheid was toen 89,4 inwoners per km².

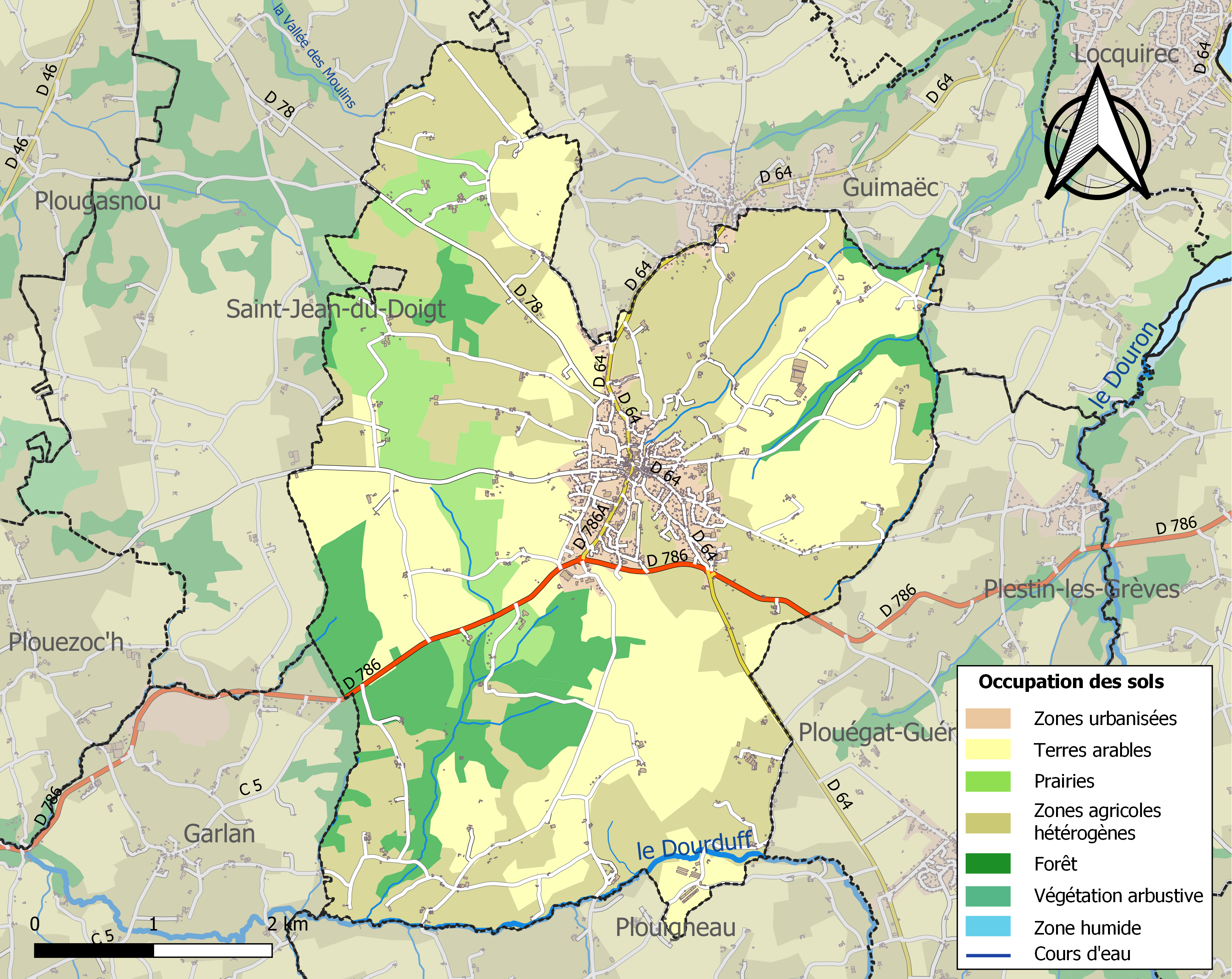
Kaart van de gemeente met belangrijkste infrastructuur, bodemgebruik en omliggende gemeenten

## Demografie
Onderstaande figuur toont het verloop van het inwonertal (bron: INSEE-tellingen).